# التعليم في آسيا

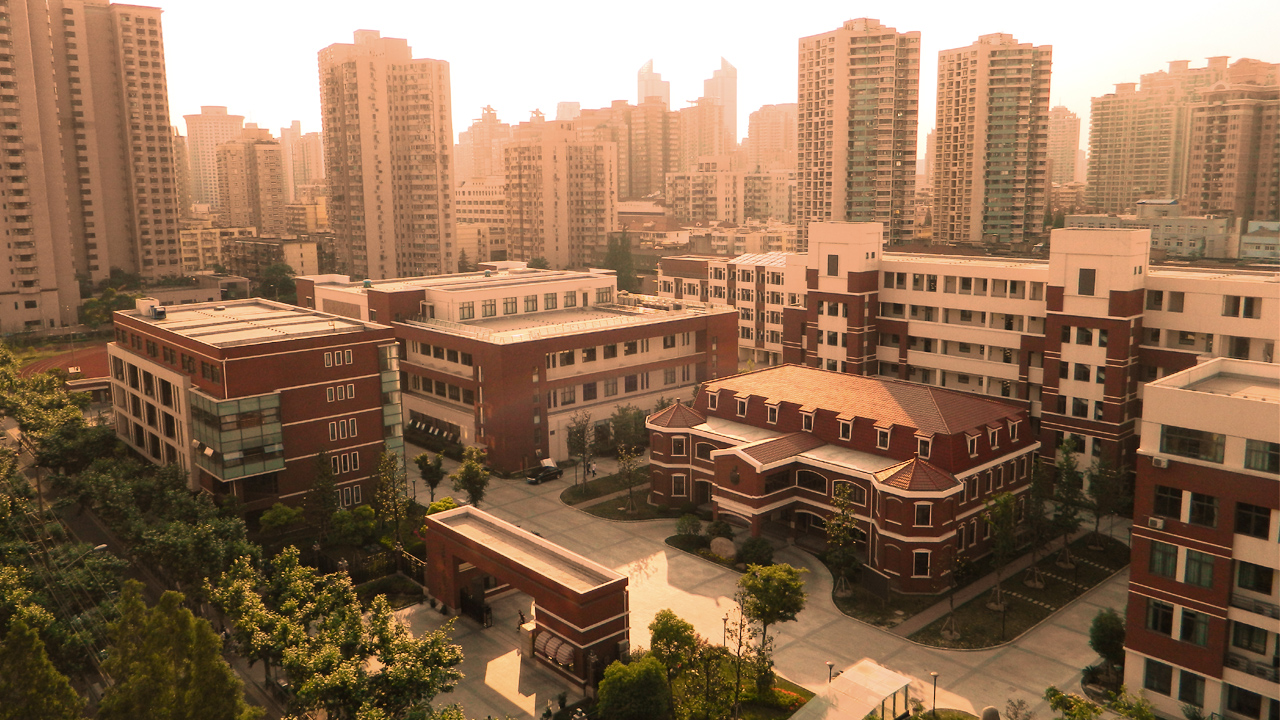
منظر جوي لثانويّة نانيانغ النموذجية في شنغهاي بالصين وهي واحدةٌ من أقدم الثانويات العامَّة في آسيا

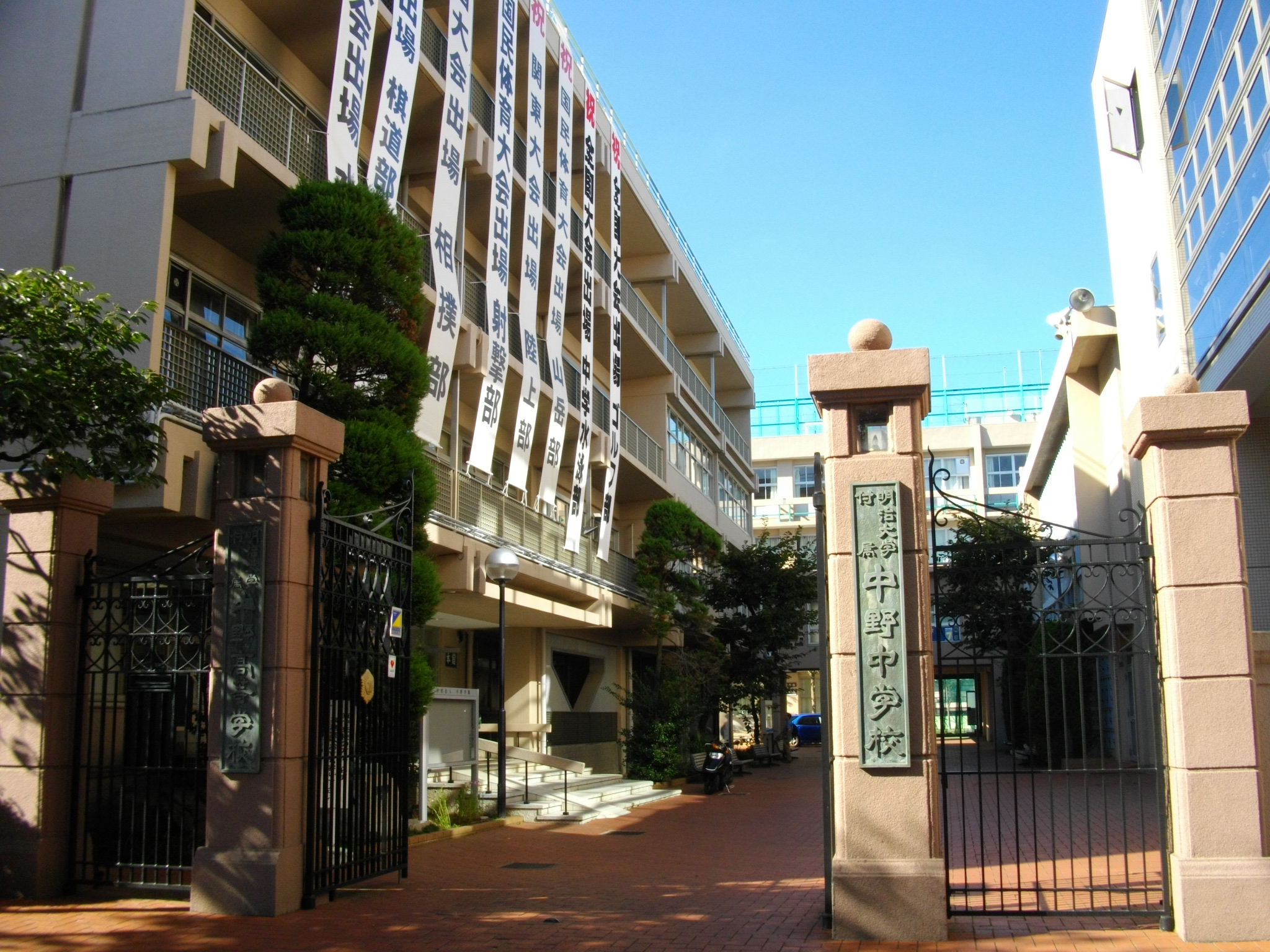
المدرسة الثانوية المُلحَقة بجامعة ميجي مثالٌ على جمعِ المؤسسات الابتدائية والثانوية والجامعية في كلٍ من الصين واليابان وكوريا.

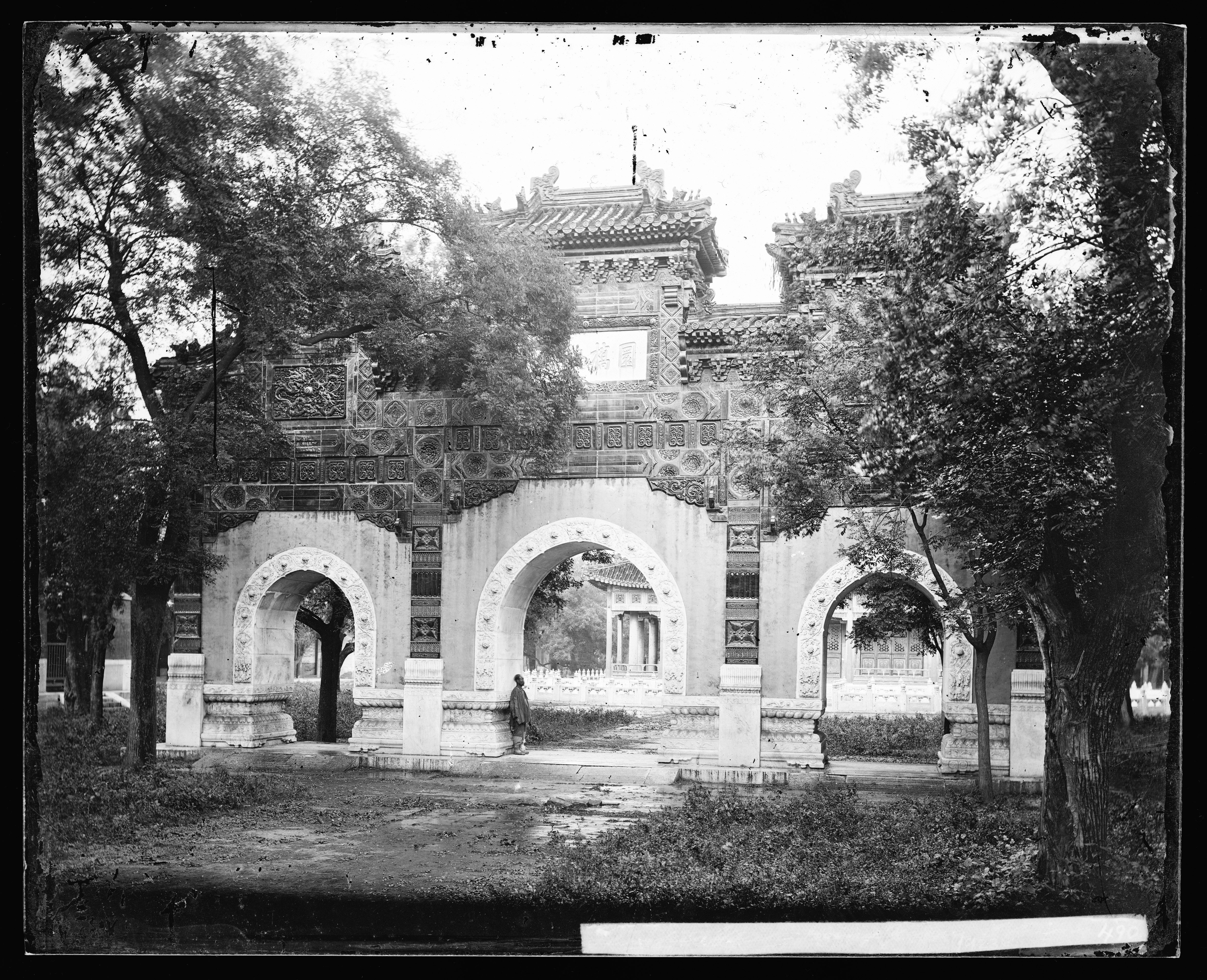
قاعة للموسيقى الكلاسيكية في بكين والتي كانت تُعدّ مؤسسةً للتعليم العالي في سلالات يوان، مينغ وتشينغ.

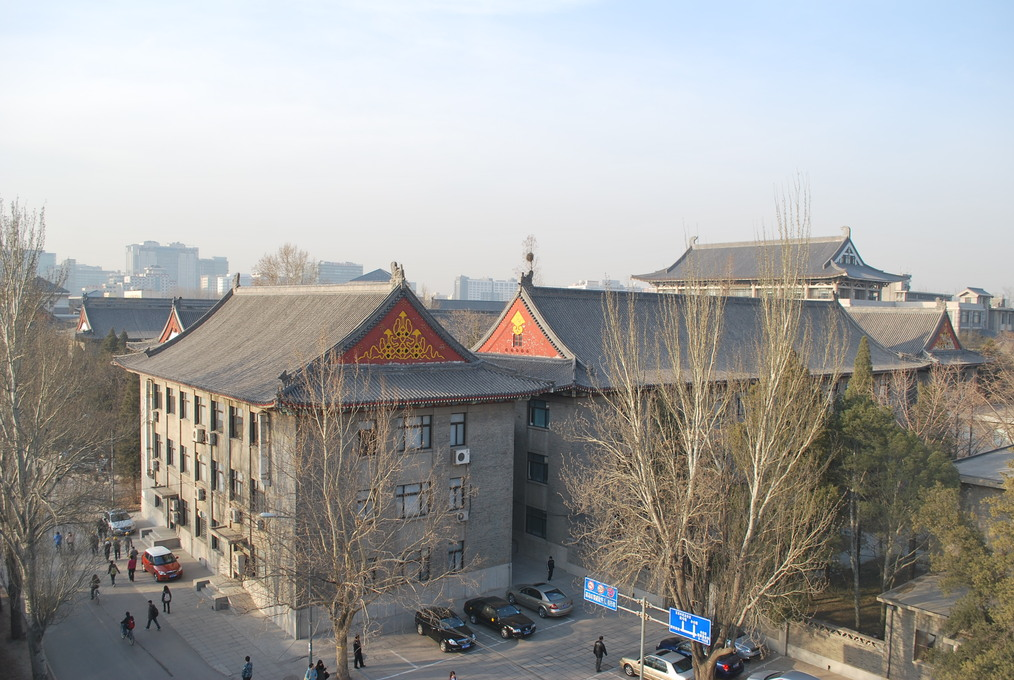
مباني أكاديمية في جامعة بكين التي تعدُّ من بين أبرز وأفضل الجامعات في الصين وآسيا والعالم.

يختلفُ التسجيل في المؤسسات التعليمية اختلافًا كبيرًا في قارة آسيا؛ كما يتضح من البيانات التي تَحتفظ بها اليونسكو. تُستخدم بيانات اليونسكو هذهِ الخاصة بالتعليم في سياق أعمال التنمية الدولية؛ ويتم تبنيها من قبل البنك الدولي الذي يحتفظُ بها في قاعدة بيانات خاصّة به. الجدير بالذكرِ هنا أن الأمم المتحدة تُصدر مؤشر التنمية البشرية لكل دولة والذي يعد مؤشر التعليم مكونًا له.

## نسب الالتحاق
تُعتبر نسبة الالتحاق الإجمالية للأطفال بالمدرسة أحد مكونات مؤشر التعليم الذي يُعبِّر عن عدد الطلاب المسجلين في مستوى معينٍ من التعليم كنسبة مئوية من عدد الأشخاص في السنِّ الرسمية لهذا المستوى. يُمكن أن يتجاوز المعدل نسبة 100٪ لأن بعض الطلاب قد يتسجّلون في مستويات خارج نطاقهم العمري.
تُوضِّح الجداول أدناه نسبة الالتحاق الإجمالية لكل بلد في آسيا؛ وقد تمَّ تنظيمها في خمس مناطق حسب عدد السكان: جنوب آسيا وشرق آسيا وجنوب شرق آسيا وغرب آسيا ووسط آسيا. يتم عرضُ البيانات لأربعِ مستوياتٍ من التعليم: ما قبل الابتدائي، الابتدائي ، الثانوي والجامعي.
| الدولة       | عدد السكَّان (بالملايين) 2013 | قبل الابتدائي | الابتدائي | الثانوي | الجامعي    |
| ------------ | --------------------------- | ------------- | --------- | ------- | ---------- |
| أفغانستان    | 30.6                        | 1%            | 106%      | 54%     | 4%         |
| بنغلاديش     | 156.6                       | 33%           | 114%      | 54٪%    | 13%        |
| بوتان        | 0.8                         | 14%           | 107%      | 78%     | 11%        |
| الهند        | 1,252.1                     | 58%           | 114%      | 71%     | 25%        |
| جزر المالديف | 0.3                         | 83%           | 105%      | 72%     | 13% (2008) |
| نيبال        | 27.8                        | 87%           | 133%      | 67%     | 17%        |
| باكستان      | 182.1                       | 82%           | 92%       | 38%     | 10%        |
| سريلانكا     | 21.1                        | 90%           | 98%       | 99%     | 19%        |

| الدولة         | عدد السكان (بالملايين) 2013 | قبل الابتدائي | الابتدائي | الثانوي   | الجامعي   |
| -------------- | --------------------------- | ------------- | --------- | --------- | --------- |
| الصين          | 1,385.6                     | 74%           | 126%      | 92%       | 30%       |
| اليابان        | 127.1                       | 88%           | 102%      | 102%      | 61%       |
| منغوليا        | 2.8                         | 86 ٪ (12)     | 109٪ (13) | 92 ٪ (10) | 62 ٪ (13) |
| كوريا الشمالية | 24.9                        | لا بيانات     | لا بيانات | لا بيانات | لا بيانات |
| كوريا الجنوبية | 49.3                        | 93%           | 100%      | 99%       | 97%       |
| تايوان         | لا بيانات                   | لا بيانات     | لا بيانات | لا بيانات | لا بيانات |

| الدولة        | عدد السكان (بالملايين) 2013 | قبل الابتدائي | الابتدائي | الثانوي   | الجامعي   |
| ------------- | --------------------------- | ------------- | --------- | --------- | --------- |
| بروناي        | 0.4                         | 64%           | 94%       | 106%      | 25%       |
| كمبوديا       | 15.1                        | 15%           | 125%      | 45%       | 16%       |
| تيمور الشرقية | 1.1                         | 10%           | لا بيانات | لا بيانات | لا بيانات |
| إندونيسيا     | 249.9                       | 51%           | 109%      | 83٪%      | 32%       |
| لاوس          | 6.7                         | 26%           | لا بيانات | لا بيانات | لا بيانات |
| ماليزيا       | 29.7                        | 84%           | 101%      | 71٪%      | 37%       |
| ميانمار       | 53.3                        | 9%            | 114%      | 50%       | 13%       |
| الفلبين       | 98.4                        | 52%           | 107%      | 85%       | 34%       |
| سنغافورة      | لا بيانات                   | لا بيانات     | لا بيانات | لا بيانات | لا بيانات |
| تايلاند       | 67.0                        | 119%          | 100%      | 86%       | 51%       |

| الدولة                   | عدد السكان (بالملايين) 2013 | قبل الابتدائي | الابتدائي | الثانوي    | الجامعي   |
| ------------------------ | --------------------------- | ------------- | --------- | ---------- | --------- |
| أرمينيا                  | 3.0                         | 46%           | 102%      | 97%        | 46%       |
| أذربيجان                 | لا بيانات                   | 25%           | 98%       | 100%       | 20%       |
| البحرين                  | 1.3                         | 53%           | 104%      | 101%       | 40%       |
| قبرص                     | 0.9                         | 78%           | 100%      | 95%        | 46%       |
| جورجيا                   | 4.3                         | 58% (2008)    | لا بيانات | 101%       | 33%       |
| إيران                    | 77.4                        | 38%           | 119%      | 86%        | 58%       |
| العراق                   | 33.8                        | 7% (2007)     | 107%      | 53%        | 16%       |
| إسرائيل                  | 7.7                         | 112%          | 104%      | 102%       | 67%       |
| الأردن                   | 7.3                         | 34%           | 98%       | 88%        | 47%       |
| الكويت                   | 3.4                         | 81% (2007)    | 106%      | 100%       | 28%       |
| لبنان                    | 4.8                         | 102%          | 113%      | 75%        | 48%       |
| عُمان                     | 3.6                         | 52%           | 113%      | 91%        | 28%       |
| فلسطين                   | 4.3                         | 78%           | 95%       | 82%        | 46%       |
| قطر                      | 2.2                         | 58%           | 103%      | 112%       | 14%       |
| السعودية                 | 28.3                        | 17%           | لا بيانات | 124%       | 58%       |
| سوريا                    | 21.9                        | 6%            | 74%       | 48%        | 31%       |
| تركيا                    | 74.0                        | 28%           | 109%      | 102%       | 79%       |
| الإمارات العربية المتحدة | 9.3                         | 79%           | 108%      | 84% (1999) | لا بيانات |
| اليمن                    | 24.4                        | 1%            | 101%      | 49%        | 10%       |

| الدولة     | عدد السكان (بالملايين) 2013 | قبل الابتدائي | الابتدائي | الثانوي | الجامعي |
| ---------- | --------------------------- | ------------- | --------- | ------- | ------- |
| كازاخستان  | 16.4                        | 58%           | 106%      | 101%    | 55%     |
| قرغيزستان  | 5.5                         | 25%           | 109%      | 88%     | 48%     |
| طاجيكستان  | 8.2                         | 9%            | 96%       | 87%     | 24%     |
| تركمانستان | 5.2                         | 63%           | 89%       | 85%     | 8%      |
| أوزبكستان  | 28.9                        | 25%           | 93%       | 105%    | 9%      |

## التحديات والفرص

### انخفاض نسب الالتحاق
نظرًا لأن الدول الآسيوية تتنافس في الاقتصاد العالمي وتطمحُ للانضمام إلى الدول المتقدمة؛ فهناك مخاوف من أن معدلات التعليم قد لا تتماشى مع تلكَ التي تُحقّقها دول العالَم الأول. بمقارنة بسيطة؛ نجدُ أن نسب أو معدلات الالتحاق الإجمالية في أمريكا الشمالية وأوروبا الغربية في عام 2013 قد بلغت 84.3% على مستوى التعليم قبل الابتدائي، 101.1% في التعليم الابتدائي، 105.1% في التعليم الثانوي و76.6% في التعليم العالي أو الجامعي وهي نسب مرتفعة بالمقارنة مع متوسّط دول القارة الآسيوية.

### العرض مقابل الطلب
تفتقر العديد من الدول الآسيوية إلى القدرة على زيادة معدلات الالتحاق بها لتلبية عددِ الطلبة المُتصَاعد.

### الجودة في التعليم
هناك أيضًا قلقٌ بشأن وجودِ فجوةٍ في الجودة؛ حيث تسعى الدول إلى زيادة نسب الملتحقين بالمدارس بسرعة دون الأخذ بعينِ الاعتبار الجودة. كشفت دراسة أُجريت مؤخرًا على 8400 من الوالدين في 15 دولة في منطقة آسيا والمحيط الهادئ أن أولياء الأمور من هونج كونج ينفقون أكثر على تعليم أطفالهم لضمانِ الحصول على تعليمٍ جيدٍ يَزيد من قدرتهم التنافسية في سوق العمل. ينفق الآباء في هونغ كونغ في المتوسِّطُ ما معدله 132,100 دولار على كلّ طفل وهو ما يعادل ثلاثة أضعاف متوسّط المبلغ العالمي البالغ 44,200 دولار. تلي هونغ كونغ كل من سنغافورة وتايوان بنفقات تعليمية بلغت 70,939 دولارًا و56,400 دولارًا على التوالي.

### فجوة المهارات
هناك قلقٌ آخرٌ بشأن الفجوةِ بين التعليم الذي يتطلَّبه سوق العمل وما يتم تدريسه للتلاميذ والطلبة في المؤسسات التعليمية.

### العائد الديموغرافي
شهدت العديد من الدول الآسيوية – معظمها في شرق آسيا وجنوب شرقها – عائدًا سُكَّانيًا عزز اقتصاداتها خلال العقود القليلة الماضية. هناك رأي واسعُ النطاق مفاده أن دول جنوب آسيا مُهيّأةٌ للاستفادة من العائد الديموغرافي لأن معظم سكانها من الشباب مقارنة بالدول المتقدمة. ومع ذلك؛ من المتوقع أن يتطلب جني هذه الأرباح قوة عاملة متعلمة جيدًا مما يعني كحدٍ أدنى زيادة معدلات الالتحاق والجودة التعليمية.

### التقدم
على الرغم من أن العديد من الدول الآسيوية لا تزال لديها معدلات التحاق منخفضة مقارنة بنظيراتها في أمريكا الشمالية وأوروبا الغربية؛ فقد تحقَّق تقدمٌ كبيرٌ في السنوات الأخيرة؛ فعلى سبيل المثال لا الحصر؛ نجحت كلٌ من الصين والهند وإندونيسيا – وهي دولٌ آسيوية تعرفُ اكتظاظًا سكانيًا ملحوظًا – في تحقيقِ نسبة 100% في صفوف الملتحقين بالتعليم الابتدائي كما وصلت لنسب مقبولة ومقبولة جدًا في باقي المستويات حيثُ زادت هذه النسبة على مستوى التعليم العالي في الصين من 40% إلى 74% كما ارتفعت في التعليم قبل الابتدائي. نفسُ المعدل قد ارتفعَ بوتيرة جيّدة نوعًا ما في دولة الهند حيثُ شهدت هذه الأخيرة قفزة من 25% إلى 58% في التعليم ما قبل الابتدائي كما ارتفعت النسبة من 48% إلى 71% على مستوى التعليم الثانوي ومن 11% إلى 25% في التعليم العالي. في السياق ذاته؛ زاد معدل الملتحِقين بالتعليم الابتدائي في إندونيسيا من 26% إلى 51% ومن 61% إلى 83% في المستوى الثانوي كما صعدَت النسبة من 15% إلى 32% على مستوى التعليم العالي.